# Journey in Satchidananda
Journey in Satchidananda es el cuarto álbum de estudio de la música de jazz estadounidense, Alice Coltrane. Su título refleja la inspiración de Coltrane por Swami Satchidananda, quien se hizo cercano a Coltrane cuando ella era su alumna.
«Shiva-Loka» o «realm of Shiva», se refiere al reino del tercer miembro de la Trimurti. «Stopover Bombay» se refiere a una estancia de 5 semanas en India y en Sri Lanka que Coltrane tenía previsto en diciembre de 1970. «Something About John Coltrane» está basada en temas de quien fuese su esposo, John Coltrane. «Isis and Osiris», en la cual Charlie Haden remplaza a Cecil McBee en el bajo eléctrico, indica el interés de Coltrane en la cultura y música de Oriente Medio y África del Norte. La presencia de la tanpura, tocada por Tulsi, refleja el interés de Coltrane por la música clásica de India y su religión.

## Legado
El álbum fue posicionado en el puesto #446 de la edición de 2020 de la lista de la revista Rolling Stone, Los 500 mejores álbumes de todos los tiempos según Rolling Stone.

## Lista de canciones
Todas las canciones escritas y compuestas por Alice Coltrane. 
| Lado uno |                            |          |  |
| N.º      | Título                     | Duración |  |
| 1.       | «Journey in Satchidananda» | 6:36     |  |
| 2.       | «Shiva-Loka»               | 6:33     |  |
| 3.       | «Stopover Bombay»          | 2:52     |  |

| Lado dos |                                 |          |  |
| N.º      | Título                          | Duración |  |
| 1.       | «Something About John Coltrane» | 9:40     |  |
| 2.       | «Isis and Osiris»               | 11:32    |  |

## Créditos
Créditos adaptados desde las notas del álbum.
- Alice Coltrane – piano, arpa
- Pharoah Sanders – saxofón soprano, percusión
- Cecil McBee – contrabajo
- Rashied Ali – batería
- Tulsi – tanpura
- Majid Shabazz – campana, pandereta
- Charlie Haden – bajo eléctrico (5)
- Vishnu Wood – laúd árabe (5)